# Mimudea inhospitalis
Mimudea inhospitalis là một loài bướm đêm trong họ Crambidae.